# Famille Cornudet des Chomettes
Cette page explique l’histoire ou répertorie les différents membres de la famille Cornudet des Chomettes.

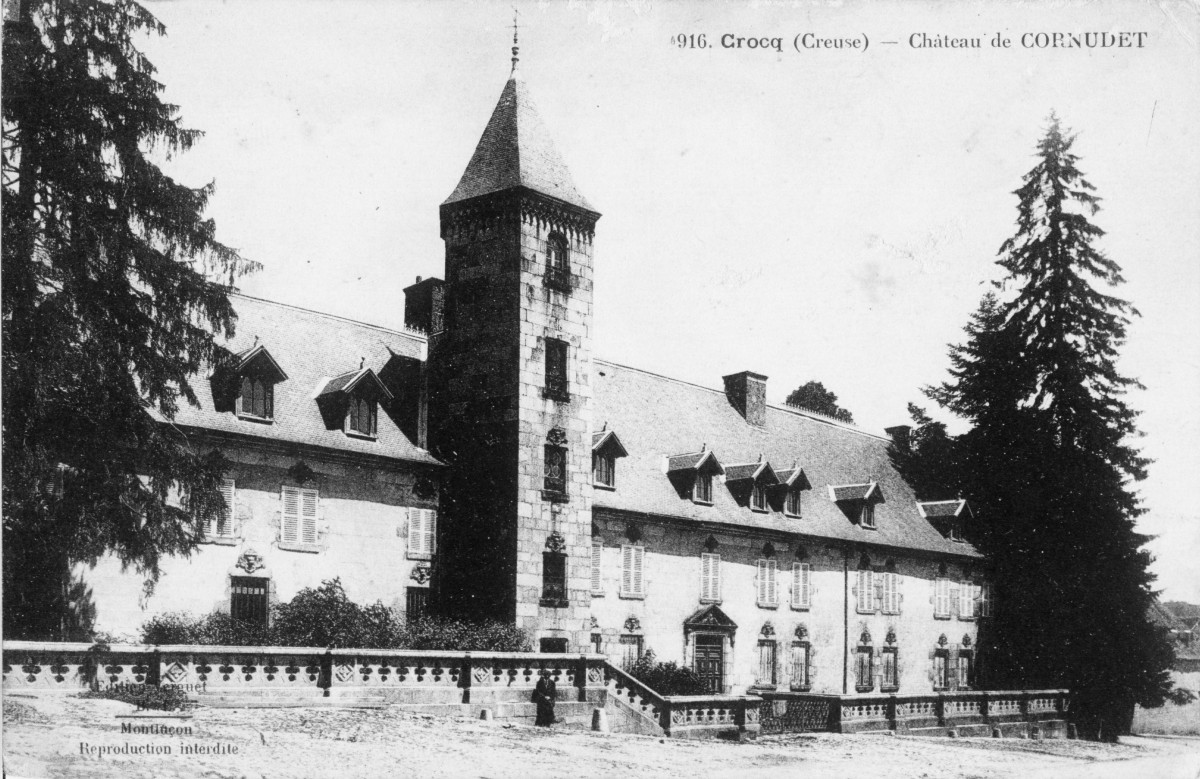
Château des Cornudet, à Crocq (Creuse).

La famille Cornudet des Chomettes est une famille éteinte originaire de Chambon, dans la Creuse[Où ?].

## Personnalités
- Joseph Cornudet des Chomettes (1755-1834), député de la Creuse (1791-1792 et 1797-1799), sénateur (1799-1814) et pair de France (1814-1815 et 1819-1834) ;
- Étienne-Émile Cornudet des Chomettes (1795-1870), député de la Creuse (1831-1846) et pair de France (1846-1848) ;
- Joseph-Alfred Cornudet des Chomettes (1825-1876), député de la Creuse (1867-1870) ;
- Émile Cornudet des Chomettes (1855-1921), député de la Creuse (1882-1902) ;
- Honoré Cornudet des Chomettes (1861-1938), député de Seine-et-Oise (1898-1924) et sénateur de Seine-et-Oise (1924-1936).

## Histoire
La famille Cornudet des Chomettes s´est éteinte en ligne masculine avec ce dernier, lequel laissa trois filles de son mariage avec Jeanne de Villeneúve-Bargemon.

## Pour approfondir